# بطولة تونس لألعاب القوى 1983
بطولة تونس لألعاب القوى 1983 هو الدورة 28 من بطولة تونس لألعاب القوى.

فاز بهذا الموسم الزيتونة الرياضية.

## روابط خارجية
- الموقع الرسمي للجامعة التونسية لألعاب القوى.